# Acalolepta pseudosericans
Acalolepta pseudosericans là một loài bọ cánh cứng trong họ Cerambycidae.